# 大斯維亞托耶湖

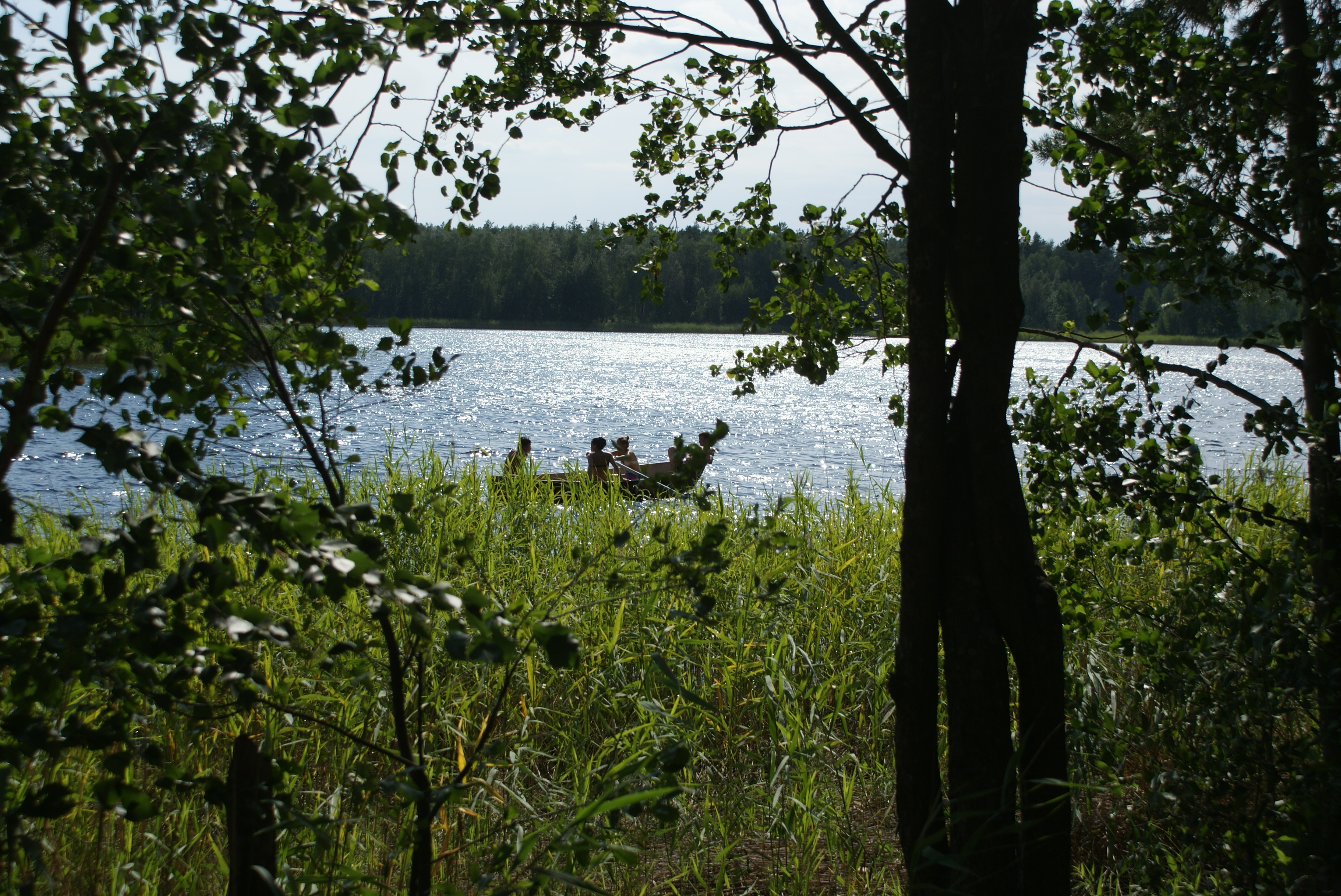

55°38′45″N 42°19′01″E / 55.64583°N 42.31694°E
大斯維亞托耶湖（俄语：Большое Святое），是俄羅斯的湖泊，位於該國西部，由下諾夫哥羅德州負責管轄，長2公里、寬1公里，面積1.36平方公里，湖岸線長度11公里，最大水深20米。